# The Portable Door
The Portable Door ist ein australischer Fantasy-Abenteuerfilm aus dem Jahr 2023 von Jeffrey Walker mit Christoph Waltz, Sam Neill, Patrick Gibson und Sophie Wilde. Der Film basiert auf der Romanreihe von Tom Holt. Die Veröffentlichung auf Sky in Großbritannien, Irland, Italien, Deutschland, Österreich und der Schweiz erfolgte am 7. April 2023.

## Handlung
Paul Carpenter und Sophie Pettingel starten als Praktikanten in der Londoner Firma J.W. Wells & Co. CEO der Firma ist Humphrey Wells, einer der Manager Dennis Tanner. Diese verbinden moderne Unternehmensstrategien mit alten magischen Praktiken. Allmählich erkennen Paul und Sophie, dass ihr Arbeitgeber alles andere als konventionell ist, und entdecken die wahre Agenda des Konzerns, für den sie tätig sind. Humphrey Wells möchte für seine Klienten die Konsumenten-Massen beeinflussen, als Versuchsperson dient ihm dabei Sophie, die in ihrem Konsumverhalten manipuliert wird und Dinge konsumiert, die sie eigentlich nicht mag.
Paul Carpenter entdeckt im Keller des Gebäudes eine portable Tür, die nach Benützung zu einem Handtuch zusammenfällt und sich durch die Worte Knock, knock wieder aufbaut. Mit der portablen Tür ist es durch Bekanntgabe des gewünschten Zielortes vor dem Öffnen der Tür möglich, an beliebige Destinationen zu reisen. Sophie ist zu Beginn ausschließlich auf ihre Karriere fixiert und steht Paul skeptisch gegenüber. Nachdem Paul und Sophie mit Hilfe der portablen Tür einige ihrer Wunschziele, wie Strände, Wasserfälle und Canyons besuchen, kommen sich die beiden näher.
Eines Tages werden sie bei ihrer Rückkehr von Dennis Tanner ertappt. In der darauffolgenden Nacht brechen Paul und Sophie in die Firma ein, um nach Sophias Fast-Track-Vertrag mit dem Unternehmen zu suchen. Dabei entdecken sie eine große Zahl von Nadeldruckern, die Verträge aller Art mit Kleingedrucktem drucken. Über die Operation Fine Print und dem Kleingedruckten in all den Verträgen stimmen die Unterzeichner zu, deren Seele an J.W. Wells zu überschreiben. Außerdem finden sie heraus, dass Dennis ein Goblin ist und Humphrey ein Zauberer. Letzterer bringt die portable Tür in seine Gewalt, sodass Sophie und Paul gefangen sind. In der Gefangenschaft treffen sie auf John Wells, dem die Seele seines Sohnes Humphrey vertraglich überschrieben wurde. Paul gelingt es, einen Weg ins Freie zu finden und den Vertrag bei der Bank of the Dead einzulösen, Humphrey wird mittels der portablen Tür verbannt. Sophie erhält ihren Vertrag mit der J.W. Wells zurück, John übernimmt die Führung bei J.W. Wells und Paul und Sophie werden ein Paar.

## Besetzung und Synchronisation
Die deutschsprachige Synchronisation übernahm die Studio Hamburg Synchron. Dialogregie führte Christoph Cierpka, das Dialogbuch schrieb Masen Abou-Dakn.
| Rolle                     | Darsteller          | Synchronsprecher  |
| ------------------------- | ------------------- | ----------------- |
| Humphrey Wells/John Wells | Christoph Waltz     | Christoph Waltz   |
| Dennis Tanner             | Sam Neill           | Wolfgang Condrus  |
| Arthur Tanner (Kobold)    | Christopher Sommers | Thomas Kästner    |
| Casimir Suslowicz         | Chris Pang          | Florian Clyde     |
| Countess Judy             | Miranda Otto        | Elisabeth Günther |
| Monty Smith-Gregg         | Damon Herriman      | Stefan Krause     |
| Neville                   | Arka Das            | Rahul Chakraborty |
| Paul Carpenter            | Patrick Gibson      | Rajko Geith       |
| Rosie Tanner              | Jessica De Gouw     | Ronja Peters      |
| Sophie Pettingel          | Sophie Wilde        | Magdalena Höfner  |

## Produktion und Hintergrund
Die Dreharbeiten fanden ab Juni 2021 statt, gedreht wurde im australischen Bundesstaat Queensland in den Pinnacle Studios.
Produziert wurde der Film von The Jim Henson Company (Produzentin Blanca Lista) und Story Bridge Films (Produzent Todd Fellman). Als Executive Producers fungierten Lisa Henson und Chris Lyton (The Jim Henson Company), Gary Hamilton, Brian Beckman und Ying Ye (Arclight Films) und Julia Stuart und Laura Grange (Sky) und Cailah Scobie und Shana Levine (Stan).
Ein Trailer wurde Anfang Februar 2023 veröffentlicht. In Australien ist eine Veröffentlichung beim Streaming-Anbieter Stan vorgesehen, in den USA über MGM+.

## Rezeption
Oliver Armknecht vergab auf film-rezensionen.de sechs von zehn Punkten. The Portable Door sei ein sehr netter Film, auch wenn es eine ganze Weile dauere, bis die eigentliche Geschichte beginne. Und selbst dann bleibe das oft etwas ziellos.
Dani Maurer meinte auf outnow.ch, dass der Film nur an der Oberfläche seines Potenzials kratze. Die Ansätze seien zwar da, aber sie würden nicht zu Ende gebracht. Somit sei es nur ein solider Fantasyfilm, der hoffentlich in etwaigen Sequels seine durchaus vorhandene Spur finden werde.
tvspielfilm.de urteilte: „Klopf, klopf: Hier ist eine magische Story mit skurrilem Humor“.